# كارل كيندال
كارل كيندال هو لاعب هوكي الجليد كندي، ولد في 9 أغسطس 1890 في شارماني في كندا، وتوفي في 20 سبتمبر 1975 في بينتيكتون في كندا.

## وصلات خارجية
- كارل كيندال على موقع HockeyDB.com (الإنجليزية)